# Međunarodna organizacija
Međunarodna organizacija je organizirana suradnja zasnovana na ugovoru koja može posjedovati vlastiti pravni subjektivitet, a može joj se priznati i međunarodni pravni subjektivitet. Međunarodne organizacije, u pravilu, osnivaju države sklapanjem međunarodnih ugovora. Iako su, u pravilu, države članice međunarodnih organizacija,  one nije čisti skup država članica, već su one zasebne institucije koje imaju svoja tijela, službenike, administrativni aparat, a imaju i relativnu samostalnost u odnosu na članice. 
Primjeri su: Ujedinjeni Narodi (UN), Organizacija za europsku sigurnost i suradnju (OESS), Vijeće Europe (COE), Međunarodna organizacija rada (ILO) i Međunarodna policijska organizacija (INTERPOL), Svjetska zdravstvena organizacija (SZO) idr.
Međunarodne organizacije osnivaju se s određenom svrhom, koja može biti usmjerena na rješavanje određenih problema i pitanja kroz institucionalnu suradnju.

## Povijest
Prva i najstarija međunarodna organizacija - osnovana sporazumom i stvaranjem stalnog tajništva - Međunarodna unija za telekomunikacije (osnovana 1865.). Prva opća međunarodna organizacija - koja se bavila raznim pitanjima - bila je Liga naroda. Ujedinjeni narodi slijedili su ovaj model nakon Drugog svjetskog rata.

## Funkcija
Uloga međunarodnih organizacija pomaže u postavljanju međunarodnog plana, posredujući političko pregovaranje, osiguravajući mjesto za političke inicijative i djelujući kao katalizatori za formiranje koalicije. Olakšavaju suradnju i koordinaciju među državama članicama.

## Regionalne organizacije
Međunarodne organizacije obično imaju države članice iz cijelog svijeta, međutim u nekim slučajevima organizacije imaju geografska ograničenja, poput Europske unije, Afričke unije i NATO-a. Ujedinjeni narodi također imaju regionalne organizacije, kao što su UNECE i UNECA.
Najstarija regionalna organizacija je Središnja komisija za plovidbu Rajnom, koju je 1815. stvorio Bečki kongres.